# Сечел (комуна, Марамуреш)
Сечел (рум. Săcel) — комуна у повіті Марамуреш в Румунії. До складу комуни входить єдине село Сечел.
Комуна розташована на відстані 378 км на північ від Бухареста, 63 км на схід від Бая-Маре, 114 км на північний схід від Клуж-Напоки.

## Географія
Річки: Іза.

## Населення
За даними перепису населення 2002 року у комуні проживали 3779 осіб.
Національний склад населення комуни:
| Національність | Кількість осіб | Відсоток |
| -------------- | -------------- | -------- |
| румуни         | 3765           | 99,6%    |
| цигани         | 8              | 0,2%     |
| угорці         | 6              | 0,2%     |

Рідною мовою назвали:
| Мова      | Кількість осіб | Відсоток |
| --------- | -------------- | -------- |
| румунська | 3772           | 99,8%    |
| угорська  | 6              | 0,2%     |
| російська | 1              | < 0,1%   |

Склад населення комуни за віросповіданням:
| Релігія        | Кількість осіб | Відсоток |
| -------------- | -------------- | -------- |
| православні    | 3697           | 97,8%    |
| адвентисти     | 34             | 0,9%     |
| греко-католики | 23             | 0,6%     |
| баптисти       | 13             | 0,3%     |
| римо-католики  | 9              | 0,2%     |
| п'ятдесятники  | 2              | 0,1%     |

## Зовнішні посилання
- Дані про комуну Сечел на сайті Ghidul Primăriilor